# Копшивна
Копшивна (пол. Koprzywna) — село в Польщі, у гміні Біла-Равська Равського повіту Лодзинського воєводства.
Населення — 187 осіб (2011).
У 1975-1998 роках село належало до Скерневицького воєводства.

## Демографія
Демографічна структура станом на 31 березня 2011 року:
|          | Загалом | Допрацездатний вік | Працездатний вік | Постпрацездатний вік |
| -------- | ------- | ------------------ | ---------------- | -------------------- |
| Чоловіки | 89      | 18                 | 68               | 3                    |
| Жінки    | 98      | 19                 | 58               | 21                   |
| Разом    | 187     | 37                 | 126              | 24                   |